# Karel Farský
Karel Farský (ur. 26 lipca 1880 w Škodějovie, zm. 12 czerwca 1927 w Pradze) – czeski teolog, założyciel i pierwszy patriarcha Kościoła Czechosłowackiego.
Był absolwentem teologii na Uniwersytecie Karola i księdzem rzymskokatolickim pracującym w Pradze i Pilźnie. Po 1918 roku związał się z ruchem modernistycznych duchownych czechosłowackich głoszących hasła: wprowadzenia języków narodowych do liturgii, zniesienia obowiązkowego celibatu księży i dopuszczenia przedstawicieli wiernych w rządach Kościołem.
W 1920 roku wystąpił z Kościoła katolickiego i został jednym ze współzałożycieli Kościoła Czechosłowackiego. W latach 1920–1924 zajmował się organizacją ustroju i doktryny nowej denominacji chrześcijańskiej prowadząc teologiczny spór z opowiadającym się za liturgią wschodnią Matějem Pavlíkiem.
W 1924 roku Karel Farský został wybrany biskupem praskim i patriarchą Kościoła Czechosłowackiego. Swój urząd pełnił do śmierci w 1927 roku.